# Riddarhyttan
Riddarhyttan è un'area urbana della Svezia situata nel comune di Skinnskatteberg, contea di Västmanland.
La popolazione rilevata nel censimento 2010 era di 431 abitanti.